# Societat Catalana de Musicologia
La Societat Catalana de Musicologia és una entitat creada l'any 1974 com a filial de l'Institut d'Estudis Catalans (IEC), adscrita a la Secció Històrico-Arqueològica. El seu objectiu principal és la recerca musicològica a Catalunya, i segueix la trajectòria iniciada pels musicòlegs de finals del segle xix i primera meitat del segle xx, com Felip Pedrell i Higini Anglès.
Des de la seva fundació i fins a l'any 2001 es van publicar 4 volums d'El Butlletí, corresponents als anys 1979, 1985, 1995 i 1997. A partir del 2001 El Butlletí va ser substituït per la Revista Catalana de Musicologia que actualment ja té una periodicitat anual.

## Primera junta i presidències
La primera junta directiva de la Societat Catalana de Musicologia va estar formada per:
- Miquel Querol, president
- Miquel Altisent, vicepresident
- Francesc Bonastre, secretari
- Manuel Mundó, vocal
- Montserrat Albet, vocal

Posteriorment ha estat presidida per:
- Gregori Estrada (1979-1991)
- Romà Escalas (1991-2005)
- Joaquim Garrigosa (2005-2013)
- Jordi Ballester (2013-)

## Primers simposis i congressos
- I Simposi de Musicologia Catalana "Joan Cererols i el seu temps", Montserrat i Martorell, novembre 1981.[4]
- Congrés Internacional "Higini Anglès i la musicologia hispànica", organitzat per l'Institut de Musicologia Ricart i Mates de la Universitat Autònoma de Barcelona, el CSIC i la Societat Catalana de Musicologia, Barcelona i Tarragona, setembre de 1988.[4]
- Congrés Internacional "Felip Pedrell i el nacionalisme musical", organitzat per l'Institut de Musicologia Ricart i Mates de la Universitat Autònoma de Barcelona, el CSIC, la Asociación de Profesores de Música de la Universidad i la Societat Catalana de Musicologia, Barcelona i Tortosa, desembre de 1991.[4]
- II Simposi de Musicologia Catalana "La Musicologia a Catalunya, propostes de futur", Santuari del Miracle, Solsonès, octubre 1997.[4]